# Spirit Lake, Idaho
Spirit Lake är en ort i Kootenai County, Idaho, USA.